# Giro di Sardegna 1968
Il Giro di Sardegna 1968, undicesima edizione della corsa, si svolse dal 24 febbraio al 1º marzo 1968 su un percorso di 1131 km, suddiviso su 7 tappe, la quinta suddivisa su 2 semitappe, con partenza da Roma e arrivo a Sassari. La vittoria fu appannaggio del belga Eddy Merckx, che completò il percorso in 30h43'24", precedendo gli italiani Italo Zilioli e Vito Taccone; inizialmente giunsero, rispettivamente, secondo e terzo, Luciano Armani e Vittorio Adorni, ma vennero squalificati per doping.
Sul traguardo di Sassari 45 ciclisti portarono a termine la competizione. 

## Tappe
| Tappa  | Data        | Percorso                    | km   | Vincitore di tappa | Leader cl. generale |
| ------ | ----------- | --------------------------- | ---- | ------------------ | ------------------- |
| 1ª     | 24 febbraio | Roma > Civitavecchia        | 187  | Eddy Merckx        | Eddy Merckx         |
| 2ª     | 25 febbraio | Porto Torres > Alghero      | 143  | Dino Zandegù       | Eddy Merckx         |
| 3ª     | 26 febbraio | Ittiri > Oristano           | 136  | Guido Reybrouck    | Eddy Merckx         |
| 4ª     | 27 febbraio | Oristano > Cagliari         | 128  | Dino Zandegù       | Eddy Merckx         |
| 5ª-1   | 28 febbraio | Quartu Sant'Elena > Arbatax | 162  | Dino Zandegù       | Eddy Merckx         |
| 5ª-2   | 28 febbraio | Arbatax > Nuoro             | 103  | Eddy Merckx        | Eddy Merckx         |
| 6ª     | 29 febbraio | Nuoro > Olbia               | 139  | Marino Basso       | Eddy Merckx         |
| 7ª     | 1º marzo    | Olbia > Sassari             | 133  | Franco Bitossi     | Eddy Merckx         |
| Totale | Totale      | Totale                      | 1131 |                    |                     |

## Dettagli delle tappe

### 1ª tappa
- 24 febbraio: Roma > Civitavecchia – 187 km

Risultati
| Pos. | Corridore      | Squadra   | Tempo    |
| ---- | -------------- | --------- | -------- |
| 1    | Eddy Merckx    | Faema     | 4h45'31" |
| 2    | Luciano Armani | Faema     | a 6'27"  |
| 3    | Ole Ritter     | Germanvox | s.t.     |

| Pos. | Corridore   | Squadra | Tempo |
| ---- | ----------- | ------- | ----- |
| 1    | Eddy Merckx | Faema   | ?     |

### 2ª tappa
- 25 febbraio: Porto Torres > Alghero – 143 km

Risultati
| Pos. | Corridore        | Squadra   | Tempo    |
| ---- | ---------------- | --------- | -------- |
| 1    | Dino Zandegù     | Salvarani | 3h30'58" |
| 2    | Willy Planckaert | Smith's   | s.t.     |
| 3    | Guido Reybrouck  | Faema     | s.t.     |

| Pos. | Corridore   | Squadra | Tempo |
| ---- | ----------- | ------- | ----- |
| 1    | Eddy Merckx | Faema   | ?     |

### 3ª tappa
- 26 febbraio: Ittiri > Oristano – 136 km

Risultati
| Pos. | Corridore       | Squadra   | Tempo    |
| ---- | --------------- | --------- | -------- |
| 1    | Guido Reybrouck | Faema     | 3h40'21" |
| 2    | Adriano Durante | Max Meyer | s.t.     |
| 3    | Giuseppe Grassi | Filotex   | s.t.     |

| Pos. | Corridore   | Squadra | Tempo |
| ---- | ----------- | ------- | ----- |
| 1    | Eddy Merckx | Faema   | ?     |

### 4ª tappa
- 27 febbraio: Oristano > Cagliari – 128 km

Risultati
| Pos. | Corridore        | Squadra   | Tempo    |
| ---- | ---------------- | --------- | -------- |
| 1    | Dino Zandegù     | Salvarani | 3h11'03" |
| 2    | Franco Bitossi   | Filotex   | s.t.     |
| 3    | Willy Planckaert | Smith's   | s.t.     |

| Pos. | Corridore   | Squadra | Tempo |
| ---- | ----------- | ------- | ----- |
| 1    | Eddy Merckx | Faema   | ?     |

### 5ª tappa, 1ª semitappa
- 28 febbraio: Quartu Sant'Elena > Arbatax – 162 km

Risultati
| Pos. | Corridore       | Squadra   | Tempo    |
| ---- | --------------- | --------- | -------- |
| 1    | Dino Zandegù    | Salvarani | 4h35'15" |
| 2    | Luciano Armani  | Faema     | s.t.     |
| 3    | Adriano Durante | Max Meyer | s.t.     |

| Pos. | Corridore   | Squadra | Tempo |
| ---- | ----------- | ------- | ----- |
| 1    | Eddy Merckx | Faema   | ?     |

### 5ª tappa, 2ª semitappa
- 28 febbraio: Arbatax > Nuoro – 103 km

Risultati
| Pos. | Corridore      | Squadra | Tempo    |
| ---- | -------------- | ------- | -------- |
| 1    | Eddy Merckx    | Faema   | 3h17'05" |
| 2    | Franco Bitossi | Filotex | a 24"    |
| 3    | Luciano Armani | Faema   | a 51"    |

| Pos. | Corridore   | Squadra | Tempo |
| ---- | ----------- | ------- | ----- |
| 1    | Eddy Merckx | Faema   | ?     |

### 6ª tappa
- 29 febbraio: Nuoro > Olbia – 139 km

Risultati
| Pos. | Corridore           | Squadra | Tempo    |
| ---- | ------------------- | ------- | -------- |
| 1    | Marino Basso        | Molteni | 4h02'48" |
| 2    | Guido Reybrouck     | Faema   | s.t.     |
| 3    | Valère Van Sweevelt | Smith's | s.t.     |

| Pos. | Corridore   | Squadra | Tempo |
| ---- | ----------- | ------- | ----- |
| 1    | Eddy Merckx | Faema   | ?     |

### 7ª tappa
- 1º marzo: Olbia > Sassari – 133 km

Risultati
| Pos. | Corridore        | Squadra    | Tempo    |
| ---- | ---------------- | ---------- | -------- |
| 1    | Franco Bitossi   | Filotex    | 3h40'23" |
| 2    | Michele Dancelli | Pepsi Cola | s.t.     |
| 3    | Guido Reybrouck  | Faema      | s.t.     |

| Pos. | Corridore     | Squadra   | Tempo     |
| ---- | ------------- | --------- | --------- |
| 1    | Eddy Merckx   | Faema     | 30h43'24" |
| 2    | Italo Zilioli | Filotex   | a 8'01"   |
| 3    | Vito Taccone  | Germanvox | a 8'21"   |

## Classifiche finali

### Classifica generale
| Pos. | Corridore           | Squadra             | Tempo     |
| ---- | ------------------- | ------------------- | --------- |
| 1    | Eddy Merckx         | Faemino-Faema       | 30h43'24" |
| SQ   | Luciano Armani      | Faemino-Faema       | a 7'28"   |
| SQ   | Vittorio Adorni     | Faemino-Faema       | a 7'51"   |
| 2    | Italo Zilioli       | Filotex             | a 8'01"   |
| 3    | Vito Taccone        | Germanvox-Wega      | a 8'21"   |
| 4    | Marino Basso        | Molteni             | a 9'48"   |
| 5    | Claudio Michelotto  | Max Meyer           | a 10'14"  |
| 6    | Michele Dancelli    | Pepsi Cola          | a 11'51"  |
| 7    | Roger Pingeon       | Peugeot-BP-Michelin | a 12'44"  |
| 8    | Felice Gimondi      | Salvarani           | a 13'03"  |
| 9    | Jos van der Vleuten | Peugeot-BP-Michelin | a 13'15"  |
| 10   | Ole Ritter          | Germanvox-Wega      | a 14'01"  |